# ديامانتينو ميراندا
ديامانتينو ميراندا (بالبرتغالية: Diamantino Miranda‏)، من مواليد 3 أغسطس 1959، لاعب كرة قدم برتغالي سابق، ومدرب كرة قدم برتغالي حالي.
لعب مع منتخب البرتغال لكرة القدم.

## مسيرته الكروية
لعب ديامانتينو ميراندا خلال مسيرته الاحترافية مع 4 أندية في سبعة عشر موسمًا وسجل خلالها 76 هدفًا ضمن 344 مباراة. حيث فاز في خمسة مواسم بالكأس وفي أربعة مواسم بالدوري.
خاض ديامانتينو ميراندا مسيرته مع نادي فيتوريا سيتوبال في موسم 1976–77 في المرة الأولى لمدة موسم واحد ثم في موسم 1990–91 واستمر معه طيلة ثلاثة مواسم، مشاركًا طوالها في 83 مباراة سجل خلالها 12 هدفًا. ثم انتقل إلى نادي بنفيكا في موسم 1977–78 في المرة الأولى واستمر معه طيلة ثلاثة مواسم ثم في موسم 1982–83 ليلعب معه ثمانية مواسم، حيث شارك طوالها في 212 مباراة سجل خلالها 52 هدفًا. لينتقل بعدها إلى أمورا ‏ في موسم 1980–81 لمدة موسم واحد، مشاركًا في 21 مباراة سجل خلالها 4 أهداف. ثم انتقل إلى نادي بوافيشتا في موسم 1981–82 لمدة موسم واحد، مشاركًا في 28 مباراة سجل خلالها 8 أهداف.

## روابط خارجية
- ديامانتينو ميراندا على موقع الاتحاد الدولي (مؤرشف)  (الإنجليزية)
- ديامانتينو ميراندا على موقع قاعدة بيانات كرة القدم.إي يو (الإنجليزية)
- ديامانتينو ميراندا على موقع ليكيب (الفرنسية)
- ديامانتينو ميراندا على موقع ناشيونال فوتبول تيمز (الإنجليزية)